# Peberholm

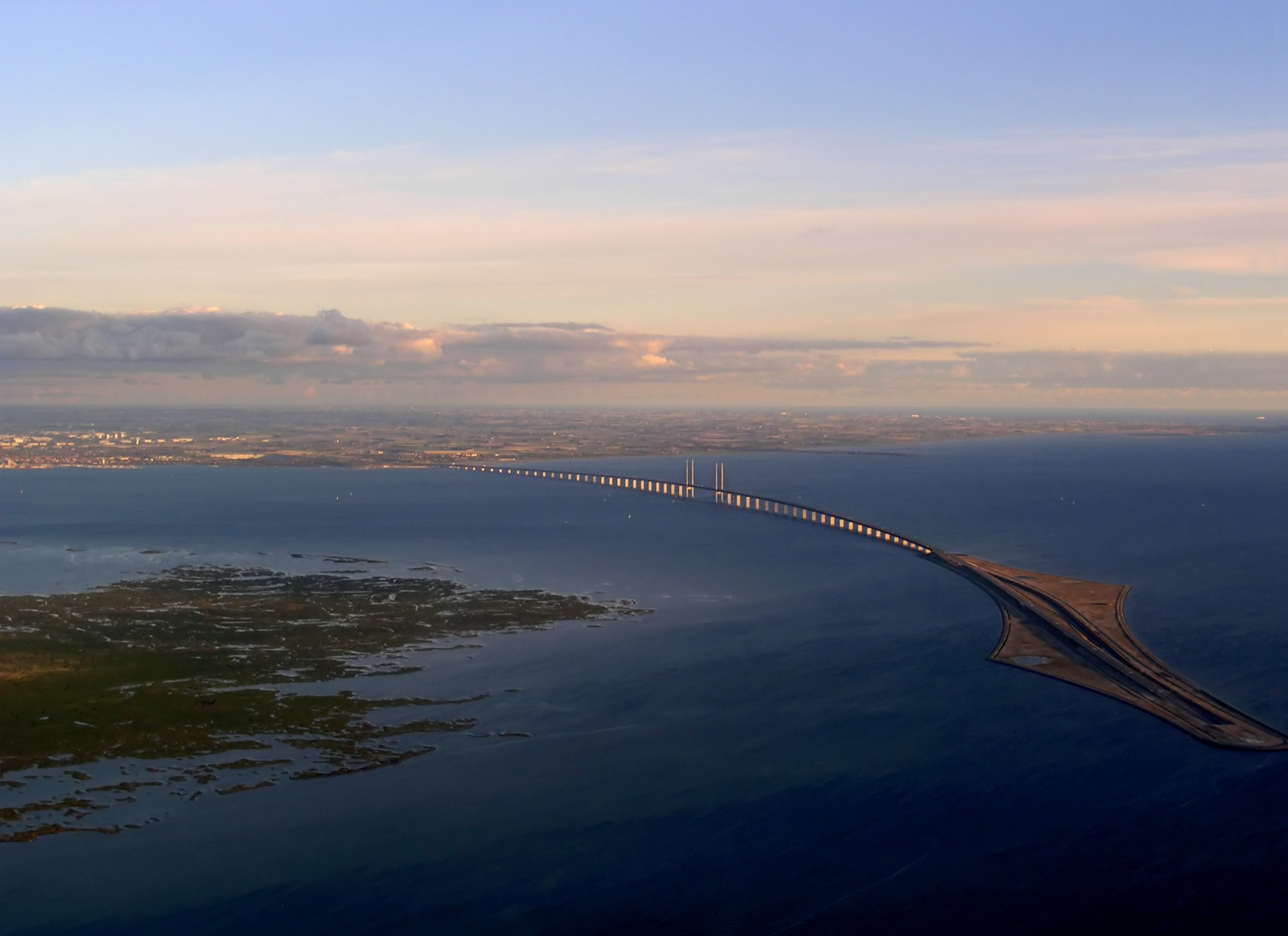
Cầu Øresund với đảo Peberholm phía bên phải và đảo Saltholm phía bên trái

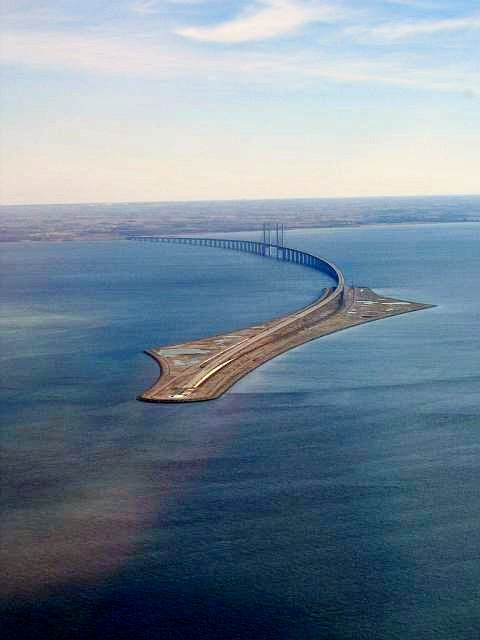
Peberholm nhìn từ phía tây bắc

Peberholm là một đảo nhân tạo của Đan Mạch nằm trong eo biển Øresund, phía nam đảo Saltholm. Đảo có chiều dài khoảng 4 km và có diện tích là 3 km². Đảo Peberholm được kiến thiết năm 1995 với vai trò là một bộ phận trong tổng thể công trình xây dựng cầu Øresund giữa Đan Mạch và Thụy Điển. Cụ thể, đảo Peberholm là khâu nối giữa đường hầm Øresund ở phía tây với cầu cao ở phía đông.
Đảo được tạo nên từ đất, cát, đá,.. được đào lên khi làm đường hầm và chân cầu, gồm có 1,6 triệu tấn đất - đá cộng với 6 triệu m3 cát.
Tên Peberholm (đảo Hồ tiêu) được đặt ra theo lối so sánh với tên đảo Saltholm (đảo Muối) do độc giả nêu ra trong một cuộc thi đặt tên của nhật báo Politiken (Đan Mạch).
Trên đảo có một ga xe lửa với thiết bị chuyển đường ngang (transversal) để cho xe lửa chuyển từ đường ray này sang đường ray khác. Việc chuyển xe lửa từ Thụy Điển sang Đan Mạch diễn ra ở ranh giới trạm ở phía tây đảo Peberholm. Các tín hiệu xe lửa của Thụy Điển và Đan Mạch được nối chung để việc chuyển xe không bị trở ngại và xe không phải ngừng.
Người ta không gieo trồng thực vật trên đảo mà để cho chúng tự sinh. Tới ngày 20 tháng 6 năm 2007, Hội thực vật Lund đã phát hiện 454 loại cây khác nhau trên đảo.
Tháng 7 năm 2005, người ta cũng phát hiện một giống nhện lạ trên đảo, tên khoa học là Tegenaria agrestis. Giống nhện này được cho là từ Nam Âu nhập cư vào đảo.